# Chemy

Chemy este o comună în departamentul Nord, Franța. În 1 ianuarie 2022 avea o populație de 773 de locuitori.